# Namfalus
Namfalus ist ein Ort im Nordosten des indonesischen Westtimors an der Timorsee. Er gehört zum Desa Rainawe (Distrikt Kobalima, Regierungsbezirk Malaka, Provinz Ost-Nusa Tenggara). Namfalus liegt östlich des Desa-Hauptorts Raihenek.

## Einwohner
In Namfalus leben vor allem Bunak. Sie kamen erst im Zweiten Weltkrieg nach Rainawe. Sie hatten im osttimoresischen Bobonaro gegen die japanischen Invasoren gekämpft und flohen vor Repressalien aus ihrer alten Heimat.